# 哈里·克尔 (射击运动员)
哈里·克尔（英語：Harry Kerr，1856年8月31日—1936年6月17日），加拿大男子射击运动员。他曾代表加拿大参加1908年夏季奥林匹克运动会射击比赛，获得男子团体军用步枪铜牌。